# 伊朗国旗
伊朗國旗啟用於1980年7月29日，是一面三色旗，由綠（伊斯蘭）、白（和平）、紅（勇氣）三條橫幅組成。中間為紅色國徽。在三條色條之間，書有「真主至大」各11次，共22次，即伊朗曆11月22日、伊朗伊斯蘭革命的日子（1979年2月11日）。
三色起於卡扎尔王朝，中間圖案為狮子与太阳的旗幟為反對伊斯蘭共和國的人士所用，沿用至伊朗伊斯蘭革命為止。

## 历史

### 王朝时期

阿契美尼德王朝(前550 – 前330)
阿契美尼德王朝(前550 – 前330)
萨珊王朝(224－651)
阿拔斯王朝(750－1258)
法蒂玛王朝(909－1171)
加茲尼王朝(963－1187)
伊斯玛仪一世 (1502–1524)
塔赫玛斯普一世 (1524–1576)
萨非王朝 (1576–1665)
萨非王朝 (1665–1722)
纳迪尔沙王室旗 (1736–1747)
阿夫沙尔王朝政府旗 (1736–1796)
阿夫沙尔王朝政府旗 (1736–1796)
阿夫沙尔王朝市民旗 (1737–1796)
桑德王朝 (1750–1794)
纳迪尔沙
阿迦·穆罕默德·汗 (1797)
法特赫-阿里沙·卡扎爾 (1797–1848)
阿米尔·卡比尔 (1848–1907)

### 立宪革命后
波斯立宪革命后采用三色旗作为国旗，1906年8月5日正式确定，最初比例近似为1:3。

~1:3  国旗 (1906–1925)
~1:3  政府旗 (1906–1925)
~1:3  国旗 (1925–1964)
~1:3  政府旗 (1925–1964)
4:7  国旗 (1964–1979)
4:7  政府旗 (1964–1979)
4:7  王室旗 (1964–1979)

## 其它用旗

武装部队总参谋长旗

陆军旗
海军军舰旗
海军舰艏旗
空军旗

### 受伊朗国旗影响的其他国家国旗
- 塔吉克斯坦国旗
- 库尔德斯坦旗帜